# Heinrich Mussinghoff
Heinrich Mussinghoff (Osterwick, gemeente Rosendahl, 29 oktober 1940) is een Duits geestelijke en bisschop van de Rooms-Katholieke Kerk.
Mussinghoff werd in 1968 tot priester gewijd voor het bisdom Münster. Aanvankelijk was hij kapelaan in Herten en werd daarna secretaris van bisschop Heinrich Tenhumberg (bisschop van Münster 1969-'79). Vanaf 1980 was hij kanunnik en vanaf 1990 proost.
Op 12 december 1994 werd Mussinghoff benoemd tot bisschop van Aken. Deze zetel was vacant geworden na het overlijden van bisschop Klaus Hemmerle. Op 11 februari 1995 ontving Mussinghoff de bisschopswijding.
Na zijn vijfenzeventigste verjaardag, diende Mussinghoff - zoals voorgeschreven in het kerkelijk recht - zijn ontslag aan. Dit ontslag werd op 9 december 2015 door paus Franciscus aanvaard.